# Velika (ort)
Velika (serbiska: Велика) är en ort i Kroatien.   Den ligger i länet Slavonien, i den östra delen av landet, 140 km öster om huvudstaden Zagreb. Velika ligger 252 meter över havet och antalet invånare är 2 260.
Terrängen runt Velika är kuperad norrut, men söderut är den platt. Runt Velika är det ganska tätbefolkat, med 155 invånare per kvadratkilometer. Närmaste större samhälle är Požega, 12,8 km söder om Velika. I omgivningarna runt Velika växer i huvudsak lövfällande lövskog.